# Paola Giovetti
Paola Giovetti (Firenze, 1938) è una scrittrice, parapsicologa e giornalista italiana.

## Biografia
Laureata in lettere e per un breve periodo insegnante, nella sua lunga carriera ha pubblicato saggi a tema religioso, sull'insegnamento, sul mondo del paranormale, della parapsicologia e sulla spiritualità in genere ed alcuni romanzi per Armenia Edizioni, Edizioni Mediterranee, Edizioni San Paolo, Rizzoli, Verdechiaro Edizioni; alcuni suoi libri sono stati tradotti in altre lingue.
È direttrice editoriale del trimestrale Luce e ombra, storica rivista della parapsicologia, ha collaborato con varie riviste del gruppo Rizzoli, Astra, Visto, Il giornale dei misteri.
Ha condotto nel 1985 con Alessandro Cecchi Paone il primo programma RAI dedicato ai fenomeni paranormali Mister O trasmesso in 12 puntate su Raiuno.

## Opere

### Saggi
- 1981 - Qualcuno è tornato (Armenia)
- 1982 - Arte medianica. Disegni e pitture dei sensitivi (Edizioni Mediterranee)
- 1983 - Viaggi senza corpo (Armenia)
- 1984 - I guaritori di campagna (Edizioni Mediterranee)
- 1984 - Medium veggenti e guaritori (Rizzoli)
- 1986 - Inchiesta sul paradiso (Rizzoli)
- 1987 - Dizionario del mistero : il mondo dell'ignoto e della parapsicologia (Edizioni Mediterranee)
- 1987 - I messaggi della speranza : un ponte tra genitori e figli : un dialogo d'amore tra aldiqua e aldilà (Edizioni Mediterranee)
- 1988 - I misteri intorno a noi (Rizzoli)
- 1989 - Angeli. Custodi dell’uomo, esseri di luce (Edizioni Mediterranee)
- 1989 - Viaggi dell'anima (Armenia)
- 1989 - Teresa Neumann di Konnersreuth : biografia di una grande mistica del nostro tempo  (Edizioni Paoline)
- 1990 - I messaggi della speranza (Edizioni Mediterranee)
- 1990 - Il paranormale in 200 parole chiave (Rizzoli)
- 1990 - I fenomeni del paranormale : Conoscere la parapsicologia (Edizioni Paoline)
- 1990 - Findhorn - un modello di vita per l'uomo del Duemila  (Edizioni Mediterranee)
- 1991 - Madri e mistiche. Anna Taigi ed Elisabetta Canori Mora. Cinisello Balsamo (Edizioni Paoline)
- 1991 - Helena Petrovna Blavatsky. Vita e opera della fondatrice della Società Teosofica (Edizioni Mediterranee)
- 1991 - Elisabetta Canori Mora, sposa, madre e mistica romana (Edizioni Paoline)
- 1992 - Il cammino della speranza (Edizioni Mediterranee)
- 1992 - Rudolf Steiner. Vita e opere del fondatore dell’Antroposofia (Edizioni Mediterranee)
- 1992 - Santa Rita da Cascia : sposa e madre umile monaca, grande taumaturga (Edizioni Paoline)
- 1993 - I Grandi Iniziati del nostro Tempo (Rizzoli Editore. Questa prima edizione dell'opera contiene anche le biografie di Graf Durkheim e Oberlin, tolte dal testo riedito, per le Edizioni Mediterranee, nel 2006).
- 1993 - San Martino di Schio - Qualcuno ti ama  (Edizioni Mediterranee)
- 1994 - La reincarnazione (Edizioni Mediterranee)
- 1994 - La vita oltre la vita : il problema della sopravvivenza alla luce della ricerca odierna  (Edizioni Mediterranee)
- 1994 - Santa Clelia Barbieri : una biografia (San Paolo)
- 1995 - Roberto Assagioli. Vita e opere del fondatore della Psicosintesi (Edizioni Mediterranee)
- 1995 - Dizionario del mistero  (Edizioni Mediterranee)
- 1995 - Alla ricerca del paradiso  (Edizioni Mediterranee)
- 1995 - La creazione invisibile  (Edizioni Mediterranee)
- 1996 - Le apparizioni della Vergine Maria (San Paolo)
- 1996 - Entronauti : viaggi della coscienza (Edizioni Mediterranee)
- 1997 - L’angelo caduto. Lucifero e il problema del male (Edizioni Mediterranee)
- 1997 - L'esperienza Straordinaria di Giorgio Bongiovanni (Edizioni Mediterranee)
- 1997 - Quando il Sahara fiorirà... (Edizioni Mediterranee)
- 1998 - Esperienze di frontiera (Sonzogno) con Dede Riva, Rudy Stauder
- 2000 - La monaca e il poeta (San Paolo)
- 2001 - Lo spiritismo (Mondolibri) (San Paolo)
- 2000 - La monaca e il poeta : storia dell'incontro tra Anna Katharina Emmerick, monaca stigmatizzata, e Clemens Brentano, il più importante rappresentante del romanticismo tedesco (San Paolo)
- 2001 - Viktor Frankl. Vita e opere del fondatore della Logoterapia (Edizioni Mediterranee)
- 2001 - L’Italia dell’insolito. 100 itinerari diversi  (Edizioni Mediterranee)
- 2002 - Brigida di Svezia : una santa europea  (San Paolo)
- 2003 - Indaco. Bambini realtà del terzo millennio (Edizioni Mediterranee)
- 2005 - Le vie dell’arcangelo, Tradizioni, culto, presenza dell’arcangelo Michele  (Edizioni Mediterranee)
- 2006 - I grandi iniziati del nostro tempo (Edizioni Mediterranee)
- 2007 - NDE. Testimonianze di esperienze di premorte. Le esperienze e le visioni di chi è stato sulla “soglia” (Edizioni Mediterranee)
- 2009 - Maria Montessori (Edizioni Mediterranee)
- 2009 - Luoghi di forza (Edizioni Mediterranee)
- 2010 - Giorgio Bongiovanni Stigmatizzato  (Edizioni Mediterranee)
- 2010 - Bambini cristallo (Edizioni Mediterranee)
- 2010 - Tu, Io e gli Altri - Tredici lezioni sulla parapsicologia ricevute medianicamente dal dottor Giuseppe Crosa (Edizioni Mediterranee)
- 2010 - Padre Ulderico Pasquale Magni. Una vita di fede e di scienza (Edizioni Mediterranee)
- 2011 - Nuova coscienza e guarigione (Edizioni Mediterranee)
- 2011 - Tao Te Ching - Lao Tse (Verdechiaro)
- 2012 - Goethe a Roma. Un grande poeta nell’Italia del Settecento (Edizioni Mediterranee)
- 2012 - 2012 Fine del Mondo o Fine di un Mondo? (Edizioni Mediterranee)
- 2013 - Beato Rolando Rivi (San Paolo)
- 2014 - Gesù negli anni della vita pubblica. Secondo le visioni della beata Anna Katharina Emmerick raccolte dal poeta Clemens Brentano (San Paolo)
- 2015 - Fenomeni straordinari di mistici e santi (San Paolo)
- 2015 - La modella del Botticelli (Studio Tesi)
- 2016 - Guaritori di campagna. Viaggio attraverso la medicina popolare in Italia  (Edizioni Mediterranee)
- 2016 - Johann Wolfgang Goethe. La vita come opera d'arte (Pendragon)
- 2017 - Piccola antologia della felicità (Edizioni Mediterranee)
- 2019 - Donne di potere (Edizioni Mediterranee)
- 2019 - Egitto. Splendore millenario. Le collezioni di Leiden a Bologna (Skira)
- 2019 - Il tempo della bellezza. Un viaggio attraverso il bello fuori e dentro di noi (Studio Tesi)
- 2020 - La musica e le parole degli angeli (Verdechiaro) con CD
- 2021 - Incontri. Nel mondo dei misteri
- 2022 - Gustavo Adolfo Rol. L'Uomo Oltre l'Uomo
- 2024 - Celebrità e misteri: quando Kafka parlava con gli angeli e Einstein studiava la telepatia (Mediterranee)

### Romanzi
- 2000 - Weimar per sempre (Edizioni Mediterranee)
- 2004 - In viaggio con Michele (Verdechiaro)
- 2010 - I misteri di Glastonbury (Verdechiaro)
- 2019 - Un'avventura ad Assuan (OM Edizioni)

### Altro
- Collana L'uomo e il mistero, che raccoglie gli atti delle singole edizioni del Congresso Internazionale di Riccione promosso dalle Edizioni Mediterranee

### Documentari
- Energia vitale e Viaggio nella medianità (Edizioni Mediterranee) Prodotte dalla TSI su VHS/DVD
- 2000 - I guaritori (Edizioni Mediterranee) su DVD